# Polgári ügy
A polgári ügy fogalma alá azok a jogviták tartoznak, amelyeket a bírság a polgári eljárási jog szabályai szerint tárgyal és bírál el.

## Fajtái
- polgári jogi jogvita
- családjogi jogvita
- társadalombiztosítási jogvita
- szövetkezeti jogvita
- közigazgatási határozat törvényességének felülvizsgálata
- egyéb jogszabályok által polgári bíróság elé utalt jogviták (pl. sajtójogi viták, a gyülekezési jog és az egyesülési jog gyakorlásával kapcsolatos jogviták, állampolgárság fennállásával kapcsolatos jogviták).